# Młyn Leibniza
Młyn Leibniza – argument filozoficzny, sformułowany przez Leibniza w Monadologii na rzecz niesprowadzalności zdarzeń mentalnych do zjawisk fizyki mechanistycznej. Argument ma postać dowodu apagogicznego, tzn. zakłada się tezę przeciwną do dowodzonej, aby pokazać jej fałsz. Skoro nasz mózg jest mechanizmem, to Leibniz proponuje wyobrazić sobie, że możemy się zmniejszyć i wejść do środka, aby ujrzeć te wszystkie skomplikowane mechaniczne struktury. Jednak zrozumienie ich funkcjonowania nie przybliży nas do zrozumienia, jak za sprawą działania tych mechanizmów materialnych powstają stany umysłowe.